# Pfarrkirche Lind-Maßweg

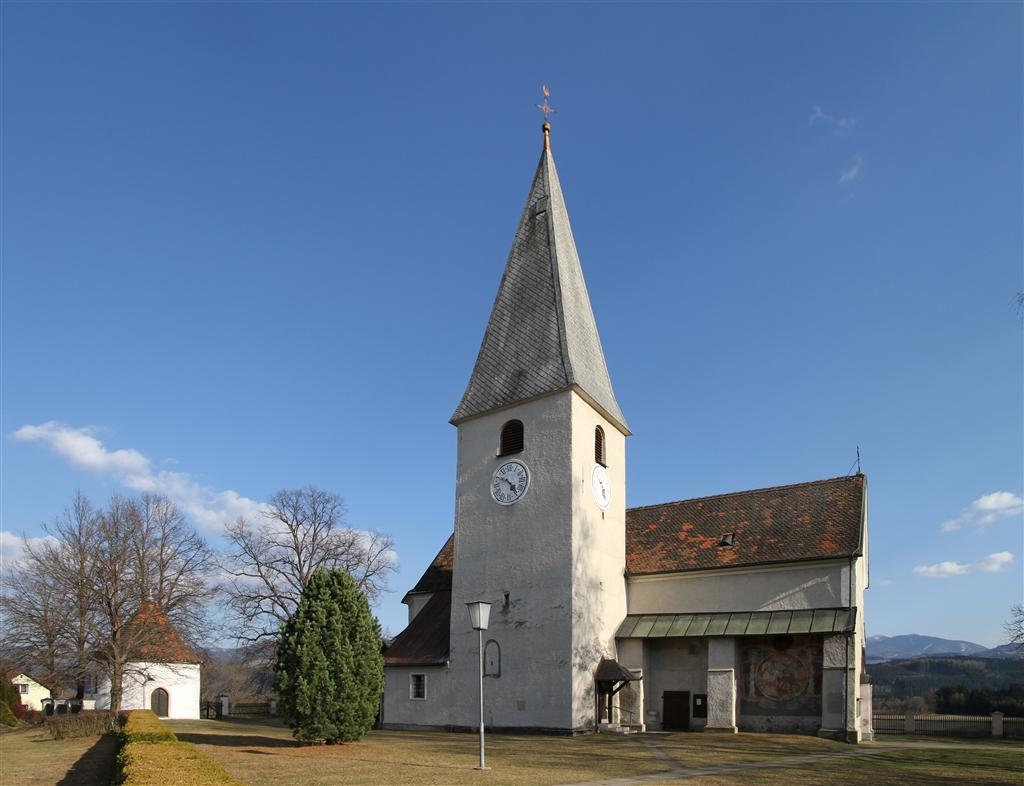
Katholische Pfarrkirche hl. Martin in Lind

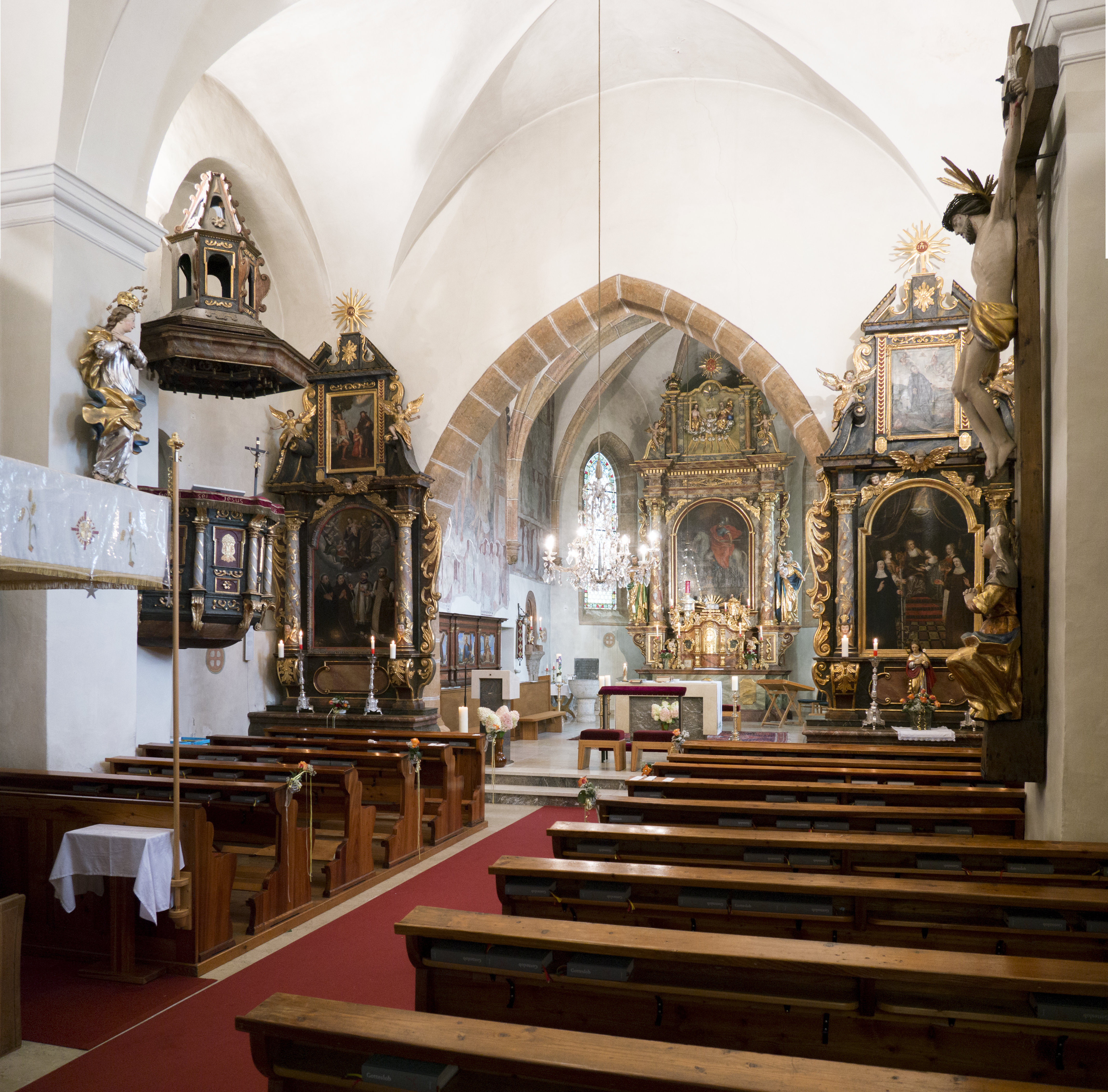
Im Langhaus zum Chor

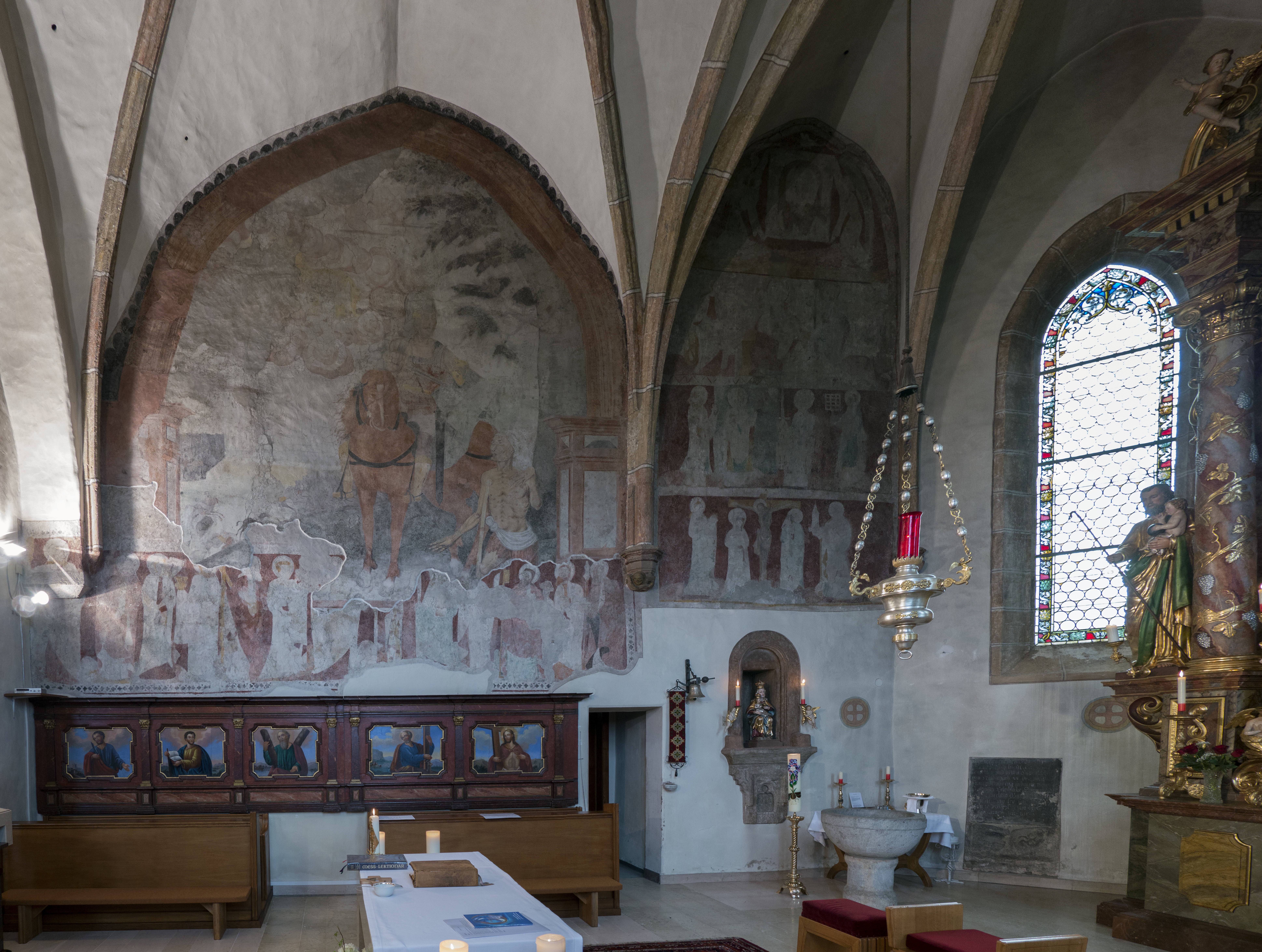
Fresken an der Nordwand des Chores

Die Pfarrkirche Lind-Maßweg steht am Kirchplatz im ehemaligen Kirchweiler Lind in der Stadtgemeinde Spielberg im Bezirk Murtal in der Steiermark. Die dem heiligen Martin von Tours geweihte römisch-katholische Pfarrkirche gehört zum Dekanat Knittelfeld in der Diözese Graz-Seckau. Die Kirche steht unter Denkmalschutz (Listeneintrag).

## Geschichte
Die Kirche wurde 1103 von Herzog Heinrich III. von Kärnten dem Stift St. Lambrecht geschenkt, welches 1155 einen Konvent mit sieben Brüdern stiftete. Die Kirche war bis 1958 dem Stift St. Lambrecht inkorporiert.
Der romanische Bau erhielt einen gotischen Chor, das Langhaus wurde barock eingewölbt. 1955 und 1971 wurde die Kirche innen und 1977 außen restauriert.

## Architektur
Das dreijochige Langhaus mit im Kern romanischen Mauern erhielt ein barockes Kreuzgratgewölbe auf Gurten und Wandpfeilern. An den eingeschnürten spitzbogigen gotischen Fronbogen schließt ein um zwei Stufen erhöhter einjochiger gotischer Chor mit einem Fünfachtelschluss an. Der Chor hat ein Kreuzrippengewölbe auf Konsolen, zwei davon mit Spruchbänder haltende Büsten, zwei mit Wappenschilden, im Chorschluss mit Blättern.
An der Chornordwand sind bemerkenswerte gotische Fresken aus dem Anfang des 15. Jahrhunderts in zwei Schichten 1971 freigelegt, die untere ältere Schicht ist stark zerstört, sie zeigen mit Schweißtuch Maria mit Kind, Heilige, Kreuzigung, Apostel, die obere Schicht um 1600 zeigt monumental den hl. Martin. Fresken außen an der Langhausnordwand zeigen im westlichen Joch den hl. Michael aus dem Anfang des 18. Jahrhunderts, 1977 freigelegt.

## Ausstattung
Der Hochaltar aus der zweiten Hälfte des 17. Jahrhunderts wurde im 19. Jahrhundert verändert. Er zeigt das Altarbild hl. Martin aus dem Ende des 17. Jahrhunderts.
Die Orgel aus der zweiten Hälfte des 18. Jahrhunderts wurde später verändert. Eine Glocke nennt Hans Mitter 1456.